# فرودگاه کرولاین
فرودگاه کرولاین (به انگلیسی: Caroline Aerodrome) یک فرودگاه خصوصی است . این فرودگاه در کشور کانادا قرار دارد و در ارتفاع ۱۰۷۹ متری از سطح دریا واقع شده‌است.